# Zwei Sterne in der Milchstraße
Zwei Sterne in der Milchstraße ist der deutsche Titel des chinesischen Stummfilm-Melodrams Yinhe shuangxing, das Tomsie Sze 1931 für die Lianhua-Filmgesellschaft in Shanghai nach einem Drehbuch realisierte, welches Chu Shih Ling nach dem gleichnamigen Roman von Chang Hen Shui verfasste. Dem Roman lag die Biographie der chinesischen Schauspielerin Ruan Lingyu zugrunde, die eine der bekanntesten Filmdarstellerinnen ihrer Zeit war. Sie spielte in 29 Stummfilmen mit.

## Handlung
Li, ein Mädchen vom Land, wird für den Film entdeckt und steigt zum Star auf. Doch ihre Beziehung zu Yan, einem berühmten Schauspieler, endet tragisch: Yan verschweigt Li, dass er längst verheiratet ist. Das Liebespaar zerbricht an der feudalistischen Tradition der arrangierten Ehe.
Die back stage-Geschichte spielt im Shanghai der 1920er Jahre vor dem Hintergrund der Entstehung eines Tonfilms.
Li Yueying hat Talent zum Singen, lebt aber zurückgezogen mit ihrem Vater Li Xudong am Stadtrand von Shanghai. Dieser war früher selbst Musiker und Komponist in der Südsee und brachte ihr das Singen bei.
An einem Tag im Frühling kommen Filmleute von der „Galaxy“-Filmgesellschaft in die Gegend, um Außenaufnahmen für einen Film zu drehen. Zufällig hört der Regisseur Li singen und ist von der Schönheit ihrer Stimme beeindruckt. Er lädt sie zu Probeaufnahmen ins Studio ein, wo die Studiogewaltigen eine Hauptdarstellerin für ihren neuen Tonfilm suchen. Sie tritt mit den Studiomusikern auf und macht auf alle einen so guten Eindruck, dass sie die Hauptrolle in einem Kostümdrama aus der Tang-Zeit angeboten bekommt.
Gleich beim ersten Mal, als sie vor die Kamera tritt, ist sie von dem männlichen Hauptdarsteller Yang Yiyun fasziniert. Bald wird aus dem Leinwandpaar auch im richtigen Leben eines. Alle, die mit ihnen zu tun haben, ihr Vater, ihre Mitarbeiter und Freunde, halten die Beziehung für aussichtsreich und denken, sie sind ein ideales Paar. Die Studioleute sind mit der Beziehung besonders zufrieden, können sie diese doch vorteilhaft für Werbezwecke nützen.
Die Lage ändert sich, als Yiyun sich zunehmend unglücklich fühlt, was Yueying als Unzufriedenheit mit der Beziehung deutet. So gut wie keiner nimmt wahr, dass er bereits eine Ehefrau hat, die er, ohne sie zu lieben, in einer von seinen Eltern arrangierten Heirat bekommen hatte. Er beginnt, Yueying aus dem Wege zu gehen, was sie verletzt, da sie es nicht verstehen kann. Schließlich erklärt sie, bitter enttäuscht und entmutigt von seiner anscheinenden Gleichgültigkeit ihr gegenüber, aus Gesundheitsgründen von dem Engagement zurücktreten zu müssen, und kehrt mit ihrem Vater nach Hause zurück.
Eines Tages kommt Yiyun zufällig in die Gegend, in der seine verlorene Liebe und ihr Vater wohnen, und vernimmt, während er vor dem Haus steht, ihre Stimme aus einem der oberen Zimmer, wo sie eine traurige Ballade singt. Zuerst will er einfach hineingehen und ihr alles erklären, doch kommt er schließlich zu der Erkenntnis, dass die Aussichtslosigkeit ihrer Situation das Unglück nur noch vergrößern würde. Deswegen geht er still davon, ohne sie wiederzusehen.

## Hintergrund
Zwei Sterne in der Milchstraße war der erste Langfilm des Studios Lianhua in Shanghai. Für die Photographie zeichnete Ke Zhou verantwortlich. Der Film gewährt einen einzigartigen Blick hinter die Kulissen der lebendigen und außerhalb Chinas wenig bekannten Filmszene von Shanghai, die das Zentrum für die Entwicklung des chinesischen Kinos bildete. Die Zwischentitel sind in Mandarin und Englisch gehalten.
Der deutsche Titel Zwei Sterne in der Milchstraße ist eigentlich irreführend, denn wie der englische Titel Two Galaxy Stars deutlich macht, sind eher zwei höchst menschliche Stars bei einer Filmfirma namens „Galaxy“ gemeint als reale astronomische Gestirne inmitten unserer Galaxie.
„Many Western sources discussing this film translate "Yinhan" as "Milky Way," which of course is our galaxy. But nowhere in the print I viewed does an English name for the studio appear, and it seems to me that a film studio would more likely be named "Galaxy" or "Galactic" Pictures than it would be "Milky Way" Pictures.“
Der Film wurde noch stumm gedreht, jedoch mit einer Begleitmusik auf Schallplatten nachvertont, auf denen auch der nicht synchron aufgenommene Gesang der Hauptdarstellerin enthalten war. Diese sind jedoch nicht mehr erhalten.

## Rezeption
Das Kino war in China rasch zu einer führenden Unterhaltungsform geworden. Tonfilme aus dem Westen waren zu Beginn der 1930er Jahre bereits in Shanghai und anderen Großstädten zu sehen gewesen; die chinesische Filmproduktion selbst stand an der Schwelle zum Tonfilm, der vom Publikum bereits ungeduldig erwartet wurde.
Spielleiter Tomsie Sze (1902–55) orientierte sich sehr stark an Hollywood und galt in China als perfekter Handwerker und innovativster Regisseur seiner Zeit.
Zu dem großen Erfolg trug auch der “Film im Film”-Aspekt der Handlung bei, der dem chinesischen Publikum einen Einblick in die Produktion von Spielfilmen erlaubte.

## Wiederaufführung
Der Kultursender Arte zeigte den Film in deutscher Erstaufführung am 19. Juni 1997 im Fernsehen. Der in Deutschland lebende chinesischstämmige Komponist Cong Su schrieb dazu eine neue Begleitmusik für Kammermusikensemble.
Zwei Sterne in der Milchstraße lief am Sonntag, den 21. August 2016 um 21.00 Uhr bei den Internationalen Stummfilmtagen 11.–21. August 2016 (32. Bonner Sommerkino) im Arkadenhof der Universität Bonn. Die Musikbegleitung übernahmen Stephen Horne und Günter A. Buchwald.
Bei der Aufführung im Münchner Filmmuseum am Sonntag, 4. September 2016,  teilten sich Günter A. Buchwald und der Weimarer Stummfilmpianist Richard Siedhoff in die Begleitung.